# 西坂田
西坂田（にしさかだ）は、千葉県君津市の地名。現行行政地名は西坂田1丁目から4丁目。郵便番号は299-1145。

## 地理
市内北西部の小糸川下流右岸、JR内房線北側に位置する。地内は主に住宅地となっている。
北で坂田、東で東坂田、南で中野、南西から西にかけて大和田とそれぞれ隣接する（いずれも君津市）。
地内南東部から時計回りに1丁目〜4丁目が所在する。

## 歴史
1977年（昭和52年）に住居表示が実施され、単独の町として成立した。

### 沿革
- 1977年（昭和52年）10月1日 - 君津市大字坂田・中野・大和田の各一部で住居表示実施、西坂田1丁目〜4丁目成立。

## 統計
|             | 世帯数 | 人口  | 地図                               |
| ----------- | ------ | ----- | ---------------------------------- |
| 西坂田1丁目 | 263    | 544   | 北緯35度20分13秒 東経139度53分15秒 |
| 西坂田2丁目 | 316    | 649   | 北緯35度20分14秒 東経139度53分5秒  |
| 西坂田3丁目 | 283    | 607   | 北緯35度20分20秒 東経139度53分10秒 |
| 西坂田4丁目 | 251    | 469   | 北緯35度20分20秒 東経139度53分18秒 |
| 計          | 1,113  | 2,269 |                                    |

1. ↑  “平成29年君津市人口”.   君津市 (2017年11月8日). 2017年11月20日閲覧。
2. ↑  単位：世帯
3. ↑  単位：人

## 小・中学校の学区
市立小・中学校に通う場合、学区は以下の通りとなる。
| 丁目        | 番地 | 小学校             | 中学校             |
| ----------- | ---- | ------------------ | ------------------ |
| 西坂田1丁目 | 全域 | 君津市立坂田小学校 | 君津市立周西中学校 |
| 西坂田2丁目 | 全域 | 君津市立坂田小学校 | 君津市立周西中学校 |
| 西坂田3丁目 | 全域 | 君津市立坂田小学校 | 君津市立周西中学校 |
| 西坂田4丁目 | 全域 | 君津市立坂田小学校 | 君津市立周西中学校 |

## 交通
地内を通る高速道路・国道・県道はない。

### 鉄道
地内をJR内房線が通過するが、駅はない。最寄駅は君津駅。

### バス
- 日東交通
  - 君津市内循環線 君津駅北口 - 君津製鐵所 - 大和田 - 西坂田 - 君津駅北口 - 八重原社宅（循環ルート）
  - イオンモール富津線 君津駅北口行・イオンモール富津行

## 施設
西坂田1丁目
- ウエルシア君津西坂田店
- セレモニーホール 君津会館

西坂田2丁目
- 堺田公園
- 美和幼稚園

西坂田4丁目
- 五竜公園
- イエローハット君津店

公立小学校の学区は全域で君津市立坂田小学校、公立中学校は君津市立周西中学校。